# Não Aprendi a Dizer Adeus
Não Aprendi a Dizer Adeus é uma canção composta por Joel Marques.
Foi lançada em 1990 pelo cantor e compositor Juliano Cezar e, posteriormente gravada pela dupla sertaneja Leandro & Leonardo, em 1991,  momento a partir do qual a passou a ser reconhecida e tornou-se um dos maiores sucessos da dupla. A música foi lançada no álbum Leandro & Leonardo Vol. 5, o quinto álbum da dupla. Lançado em 1991 e produzido por César Augusto, foi um dos discos mais aguardados do ano, chegando a marca de 2.500.000 cópias vendidas. Além disso, o álbum recebeu o prêmio ABPD: Diamante-Duplo.
Em 1998, a canção foi reinterpretada pela dupla Chitãozinho & Xororó no álbum Tributo a Leandro, lançado em homenagem ao cantor homônimo falecido no mesmo ano. Em 2007, a canção foi relançada pela dupla sertaneja Zezé di Camargo & Luciano no álbum Raridades, que conta com participações especiais de grandes nomes da música brasileira. Na faixa “Não aprendi a dizer adeus”, Leonardo faz a participação especial.